# Некрич Михайло Григорович
Михайло Григорович Некрич (1 грудня 1940, Житомир — 10 липня 2019) — радянський і український композитор і педагог, музикант і аранжувальник. Заслужений діяч мистецтв України (1999).

## Біографія
- 1960 по 1968 рік — керівник естрадних колективів Рівненської та Кіровоградських філармоній.
- 1968—1971 роки — керівник Житомирського «Біг-бенду» та ансамблю «Юність» при Житомирському міському Будинку культури, Лауреата багатьох республіканських та Всесоюзних конкурсів.
- 1971—1975 роки — керівник відомого естрадного оркестру «Зелений вогник» (місто Черкаси).
- З 1975 року — художній керівник Дніпропетровської філармонії. У 1975 році заснував і є беззмінним керівником, Лауреата міжнародних конкурсів, зразкового дитячого ансамблю рос. «Мастерок» (Дніпропетровськ). Михайло Некрич з цим колективом записав альбом-диск «Святкові Колядки» (Ганновер, 1999 г.) Сотні концертів в рік, записи на радіо і телебаченні. Гастрольні маршрути ансамблю — Болгарія, Польща, Румунія, Угорщина, Італія, Іспанія, Німеччина, Швеція, Фінляндія, Китай. Не кажучи вже про концерти по всій Україні і більшої частини Росії. Протягом 34 років з ансамблем співпрацюють такі корифеї мистецтва, як А. Кролл, Є. Крилатов, Я. Табачник, В. Шаїнський, І. Собко, Е. Ханок. Багато прекрасних композицій у виконанні ансамблю вийшли з-під пера Михайла Григоровича, талановитого композитора і аранжувальника. Їм записано 5 дисків різної музики (естрадної, джазової, фольклорної, православної)

## Вихованці
- Андрій Романій — артист.
- Марина Кулеба — журналіст, продюсер.
- A. Костадьян — соліст українського державного оркестру «Радіо Бенд» під упр. Н. Фокіна).
- Віктор Шпортько — український співак (тенор), професор Національного Університету культури і мистецтв, Народний артист України (1994).
- Людмила Артеменко — радянська і українська естрадна співачка. Заслужена артистка УРСР (1979).
- та інші…